# 格鲁吉亚护照
喬治亞護照是簽發給喬治亞公民的國際旅行證件。

## 簽證要求

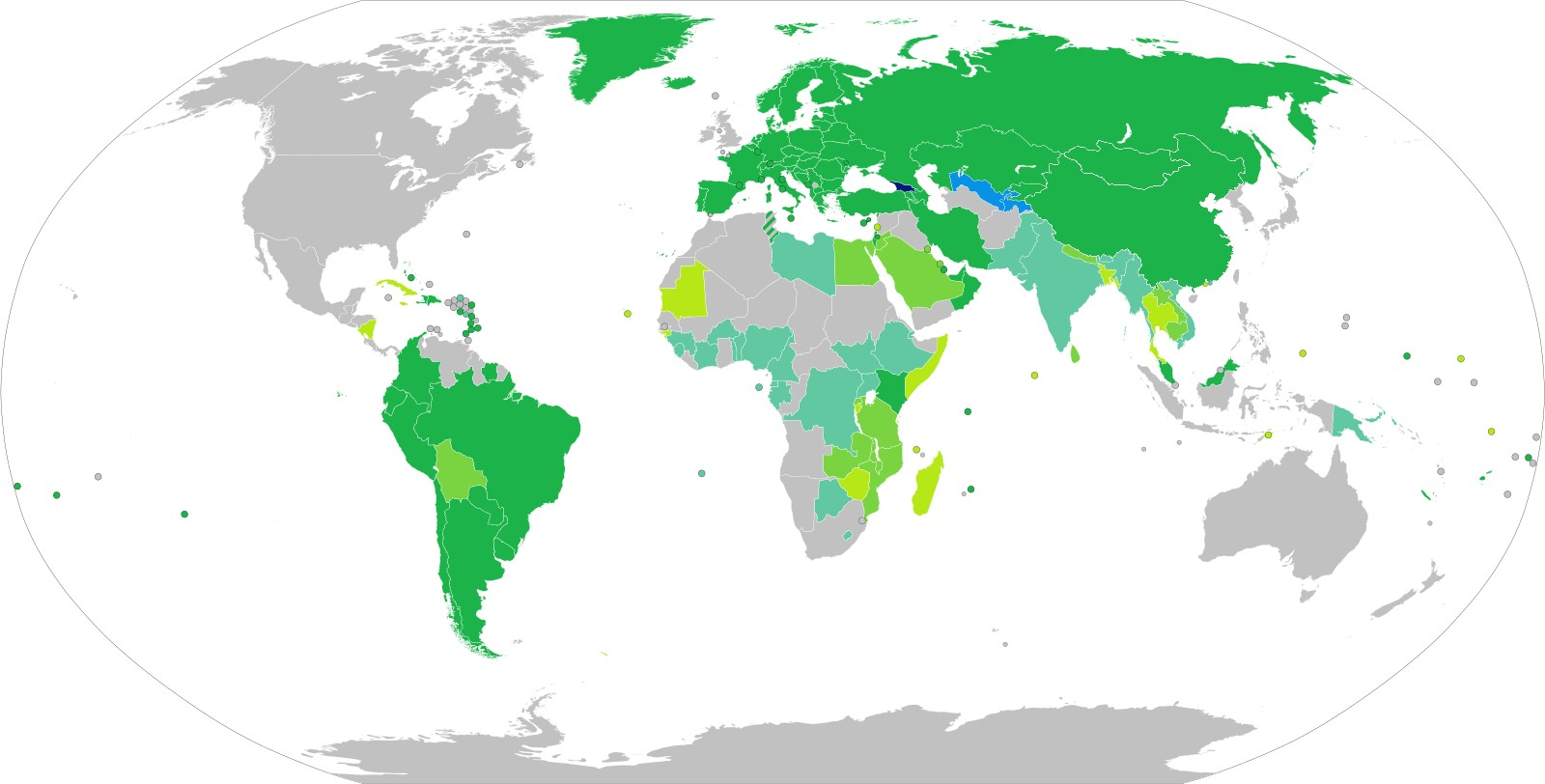
給予持有喬治亞護照的喬治亞公民免簽證或需要簽證的國家和地區

根据2025年1月8日发布的亨利护照指数，格鲁吉亚护照可免签证、落地签证或电子签证入境122个国家和地区，位居世界第44，与摩尔多瓦护照并列。